# Belgian Cenotaph Parade
 (juillet 2023).
La Belgian Cenotaph Parade ("Parade belge au Cénotaphe") est un événement annuel, qui se déroule à Londres, au Royaume-Uni. Chaque année, au mois de juillet, des membres de l'armée belge et des vétérans défilent dans les rues de Londres, depuis le Cénotaphe jusqu'aux Wellington Barracks, en passant par Whitehall et Horse Guards Parade.
La Belgique est le seul pays, hors Royaume-Uni et Commonwealth, à pouvoir défiler en armes et uniforme, à travers la capitale britannique,.
Annuelle, la parade est organisée le week-end avant la fête nationale belge, généralement le samedi.

## Histoire
La parade est instituée en 1934, après la mort accidentelle du Roi Albert Ier, lors d'un accident d'escalade à Marche-les-Dames, en février 1934.
Le Roi du Royaume-Uni, George V, qui est un parent du souverain belge, décide alors d'autoriser cette parade, en l'honneur du roi défunt, et des troupes belges que celui-ci avait commandé au cours de la Première Guerre Mondiale.
L'événement a, depuis, lieu chaque année, et rassemble également des représentants du gouvernement fédéral belge.

## Déroulement du défilé londonien
Après un rassemblement dans King Charles Street, les troupes belges et britanniques débutent leur défilé, dans le quartier de Whitehall. Au son du Band of the Scots Guards, les participants entourent le monument du Cénotaphe, édifié à Westminster en 1919 pour un défilé de la paix à la fin de la Première Guerre Mondiale, puis devenu un symbole des deux Guerres Mondiales.
Les hymnes respectives, le God Save the King et la Brabançonne, sont traditionnellement jouées, avant que les participants ne déposent tour à tour des couronnes de fleurs devant le Cénotaphe.
La parade reprend ensuite son parcours, vers Horse Guards Parade et le Guards Memorial, où d'autres couronnes sont déposées. Le défilé se poursuit enfin jusqu'aux Wellington Barracks, au cours d'un parcours le long de St James's Park.

## L'édition 2023
Un an avant le nonantième anniversaire de l'événement, la Belgian Cenotaph Parade s'est tenue le 15 juillet 2023 à Whitehall. Une délégation d'environ 300 Belges était présente, la plupart étant des militaires.
Le gouvernement belge était représenté par Hadja Lahbib (MR), la ministre belge des Affaires étrangères.